# Lecithocera epigompha
Lecithocera epigompha – gatunek motyli z rodziny Lecithoceridae i podrodziny Lecithocerinae.
Gatunek ten opisany został w 1910 roku przez Edwarda Meyricka, który jako miejsce typowe wskazał Maskeliya na Sri Lance.
Motyl o brązowawoochrowych głowie i tułowiu, ochrowobrunatnoszarych czułkach, białawoochrowych głaszczkach i jasnoochrowym odwłoku. Przednie skrzydła o rozpiętości 20 mm wydłużone i rozszerzone ku tyłowi, o krawędzi kostalnej nieco łukowatej, wierzchołku tępym, a termenie raczej skośnym i prawie prostym. Barwa skrzydeł przednich jasnobrązowawoochrowa z brunatnoszarym i czarniawym wzorem. Strzępiny obu par skrzydeł białawoochrowe. Tylne skrzydła szare.
Gatunek endemiczny dla Sri Lanki.